# Tiggarna
Tiggarna, även benämnd Krymplingarna, är en oljemålning av den flamländske renässanskonstnären Pieter Bruegel den äldre. Den är daterad 1568, signerad BRVEGEL och sedan 1892 utställd på Louvren i Paris. 
Bruegels lilla (18,5 gånger 21,5 cm) målning Tiggarna har varit föremål för många tolkningar utan att någon enskild blivit accepterad som den rätta. Han anses ofta ha velat förmedla moraliska och politiska budskap med sin konst. Verk som Tiggarna och Liknelsen om de blinda ska troligen tolkas symboliskt; i båda uttrycker konstnären en djup inlevelse i livets mörka sidor. Han umgicks i humanistiska och lärda kretsar i Bryssel vid målningens tillkomst som sammanföll med oroliga tider. De så kallade geuserna (franska för "tiggare") ifrågasatte spanjorernas styre och samma år inleddes nederländska frihetskriget. Ett par år tidigare hade dessutom kalvinister genomfört så kallade bildstormar i Flandern.  
I denna bild skildras fem krymplingar med olika pappershuvudbonader som symboliserar olika samhällsklasser: kung (krona), bonde (mössa), soldat (hjälm/tschakå), borgare (pälsmössa) och biskop (mitra). En femte figur, en kvinna, avbildas i bakgrunden. Det är heller inte klarlagt vad de många rävsvansarna symboliserar.